# Simyra unifacta
Simyra unifacta là một loài bướm đêm trong họ Noctuidae.